# Bergenia ugamica
Bergenia ugamica är en stenbräckeväxtart som beskrevs av V. Pavlov. Bergenia ugamica ingår i släktet bergenior, och familjen stenbräckeväxter. Inga underarter finns listade i Catalogue of Life.